# Johan Zoëga
Johan Zoëga (født 7. oktober 1742, død 29. december 1788) var en dansk botaniker og nationaløkonom. 
Zoëga blev født i Ravsted i Slesvig, hvor faderen Poul Christian Zoëga var præst; moderen Cathrine, født Zoëga, var søster til arkæologen Georg Zoëgas fader. Efter at have nydt undervisning i latinskolen i Pløen kom han i huset hos lægen Johan Christian Fabricius i Tønder (fader til zoologen med samme navn), hos hvem hans sans for naturvidenskab udvikledes. Efter et ophold ved gymnasiet i Altona 1760-62 drog han til København og senere med den unge Fabricius til Uppsala, hvor han studerede botanik under vejledning af Linné. I nogle år hjalp han derefter Oeder som dennes assistent ved Botanisk Have i København.
Da stillingen blev inddraget i 1770, og hans forhåbninger om at blive universitetslærer glippede, søgte han ind i centraladministrationen og blev 1771 sekretær i Finanskollegiets 2. departement; som sådan foretog han bearbejdelsen af den første danske folketælling af 1769. Han avancerede efterhånden på embedsstigen; han blev således 1773 renteskriver i fynske kontor, i decemer 1779 kommitteret i Rentekammeret og i februar 1784 deputeret i Finanskollegiet og etatsråd; 2. juni samme år blev han medlem af det nye Finanskollegium og af Finanskassedirektionen. Fra 1782 var han tillige medlem af direktionen for den almindelige enkekasse og af Generalvejkommissionen. Han udfoldede i alle disse stillinger en betydelig energi og omtales med megen sympati af sin samtid. 
Zoëga var svagelig fra barndommen af og led af en rygradskrumning; han døde ugift. Zoëgas virksomhed som nationaløkonomisk forfatter er ikke synderlig omfattende. Hans lille skrift om møntvæsenet (1788) er et for sin tid fortjenstfuldt arbejde, det samme gælder det året før udkomne Forsøg til at udvikle faste Begreb om Arbejde og Handel, hvori han i øvrigt ligeledes fortrinsvis kommer ind på møntspørgsmål. Han viser sig i dette skrift som en frisindet mand og tager varmt ordet for næringsfrihed og frihandel.
Som botaniker havde Zoëga ikke nogen større betydning. Han ansås for en grundig moskender, men har ikke publiceret noget selvstændigt botanisk arbejde; han har udarbejdet det katalog over islandske planter, som findes i Olufsens og Paulsens bekendte rejseværk, dog væsentlig efter Kønigs manuskript, han har skrevet teksten til Forsskåls ægyptisk-arabiske billedværk, og han har ydet bidrag til et værk af Linné, som opkaldte planteslægten Zoegea efter ham. Zoëga ydede Oeder god hjælp ved undersøgelse af planter fra Bornholm og Island til brug for Flora Danica. Zoëgas herbarium, som især var rigt på mosser, blev efter hans død opbevaret hos en slægtning, der boede på Kastellet, hvor det blev fuldstændig ødelagt under englændernes ophold.